# Club Social Cultural y Deportivo Malta Shungo
El Club Social, Cultural y Deportivo Malta Shungo es un equipo profesional de fútbol de la ciudad de Tena, Napo, Ecuador. Fue fundado el 9 de mayo de 1989. Se desempeña en la Segunda Categoría de Ecuador.
Está afiliado a la Asociación de Fútbol No Amateur de Napo. Su disciplina principal es el fútbol, en el que es parte de la Segunda Categoría del fútbol profesional desde 2010. Es uno de los clubes fundadores que forman parte de la Asociación de Fútbol No Amateur de Napo, fue primer equipo campeón año 2010 en el campeonato provincial de Napo, en total ha conseguido 4 campeonatos y 2 subcampeonatos oficiales. 
Hace de local en el estadio Leonardo Palacios, el cual tiene una capacidad de 8000 personas reglamentariamente. Además de su disciplina principal de fútbol, el club cuenta con disciplinas de baloncesto, tenis de mesa, ajedrez.

## Historia

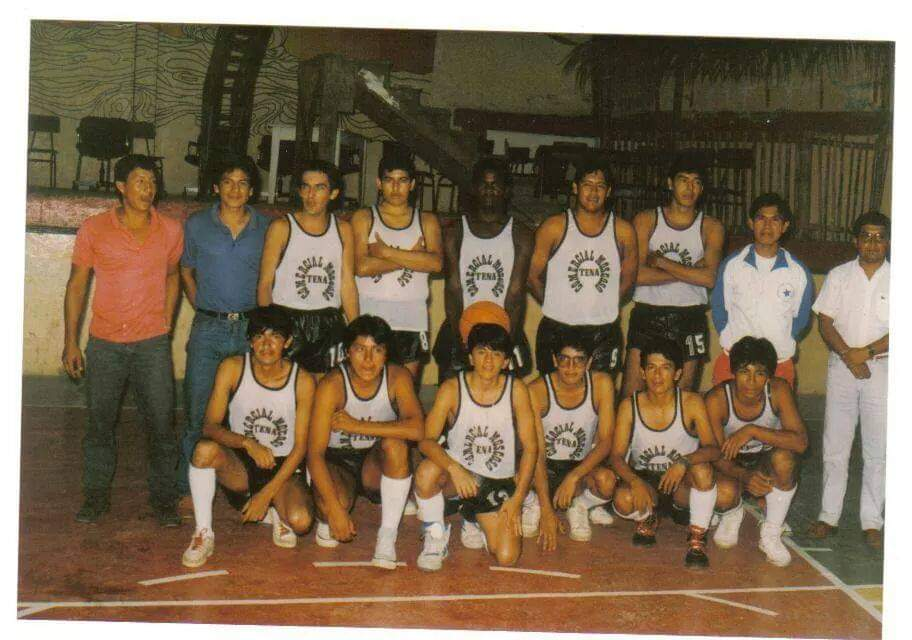
Equipo de Baloncesto Club Malta Shungo 1989.

Se inició originalmente en la ciudad de Tena, en el barrio Bellavista en el año 1986, producto de la unidad de jóvenes deportistas, quienes venían realizando actividad deportiva de manera recreativa. Se constituyó mediante acuerdo ministerial N°- 2467 del 9 de mayo de 1989 como Club Social Cultural y Deportivo Malta Shungo, con la firma de 50 socios fundadores en la primera acta constitutiva. 

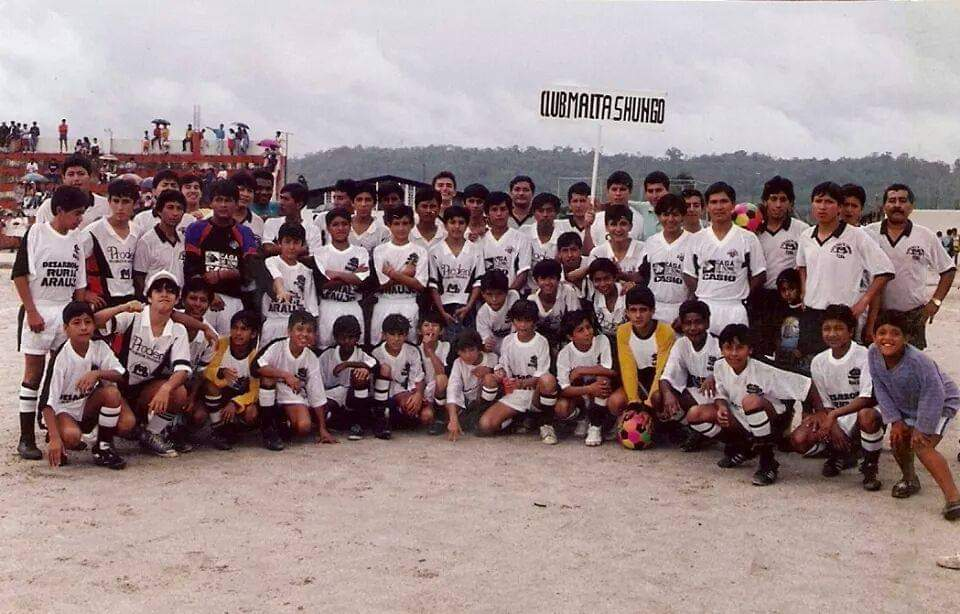
Jugadores del Club Malta Shungo en 1994.

 En el cantón y provincia el club desde sus inicios se destacó por alcanzar los primeros lugares en las disciplinas de futbol, baloncesto, tenis de mesa, ajedrez, ecuavoley, jóvenes deportistas que en su momento integraron selecciones nacionales.
En el ámbito social y cultural tuvo protagonismo llegando a triunfar en el certamen de belleza "reina de Tena", con la señorita Sandra Gonzáles.
Con el grupo folklórico Markapasos integrado por socios profesionales de la salud, consejo provincial, colegio San José entre otros, contribuyó y aporto en causas sociales de manera benéfica, lo que le hizo merecedor del respeto y consideración de los habitantes. Es una entidad de derecho privado con autonomía administrativa, técnica y económica, se rige por la Ley del Deporte, Educación Física y Recreación. Los colores del club son el negro, rojo y el blanco. 
Su lema: “Hasta la victoria siempre”.
El nombre Malta Shungo, tiene un significado en kichwa: Corazón joven.

## Dirigencia
| Nombre                          | Dignidad       |
| ------------------------------- | -------------- |
| Luis Antonio Lugo Mafla         | Presidente     |
| Omar Orlando Constante Toscano  | Vicepresidente |
| César Manuel Ochoa Bolaños      | Secretario     |
| Tyrone Raúl Rivadeneira Jiménez | Tesorero       |
| Roberto Carlos Cerda Tapuy      | Síndico        |

| Nombre                      | Dignidad |
| --------------------------- | -------- |
| Boris Leonel Araujo Lugo    | Primero  |
| Marco Eduardo Lugo Mafla    | Segundo  |
| Karina Magdalena Ochoa Peña | Tercera  |

| Nombre                              | Dignidad |
| ----------------------------------- | -------- |
| Roberto Damihan Dalgo Baquero       | Primero  |
| Jorge Nelson Tapuy Shiguango        | Segundo  |
| Jackeline Marisol Constante Toscano | Tercera  |

## Escudo

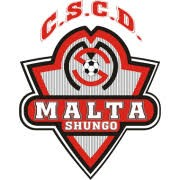
Escudo año 2010
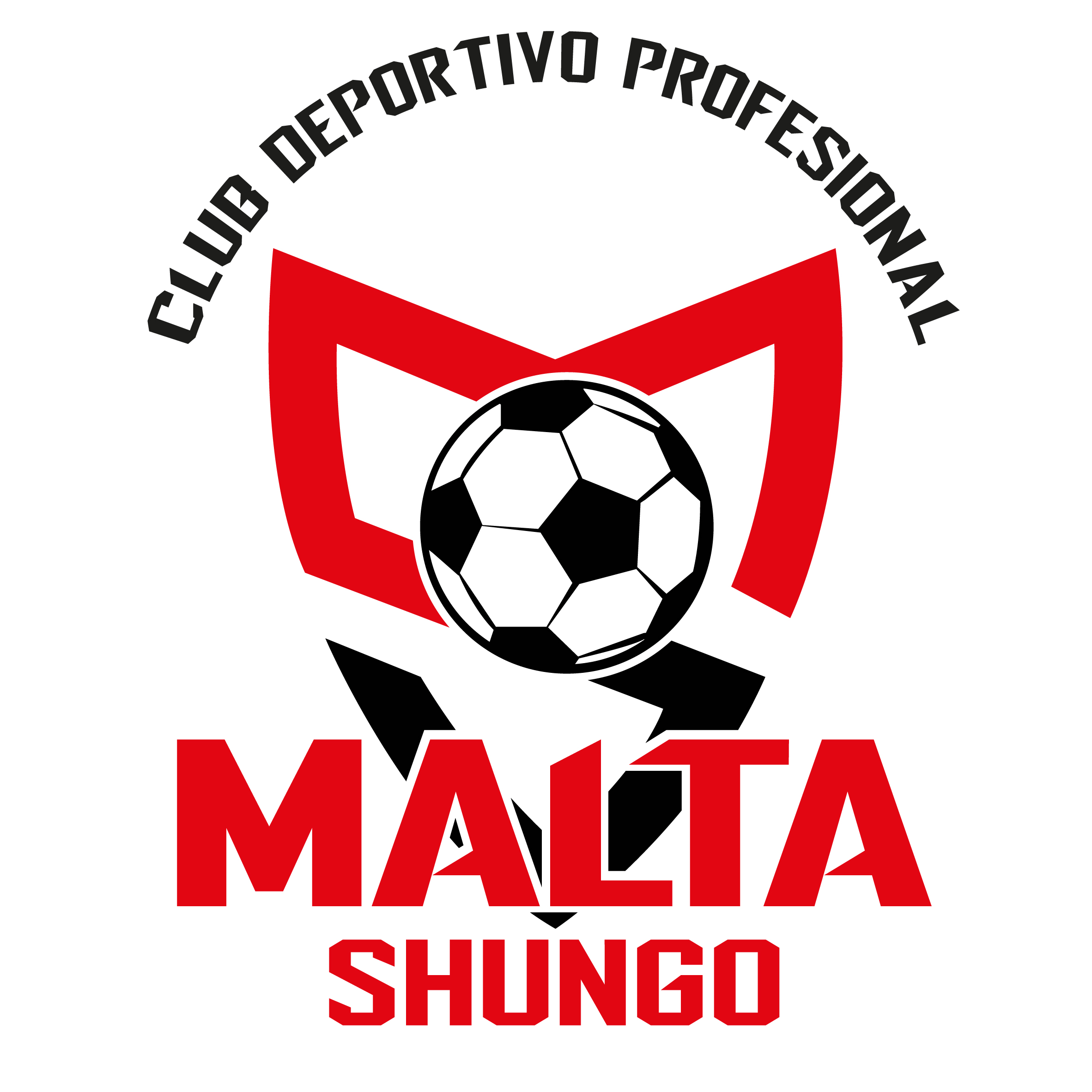
Escudo año 2021